# Symfonie nr. 8 (Tüür)
Erkki-Sven Tüür voltooide zijn Symfonie nr. 8 in 2010.
Hij paste het werk in zijn genummerde reeks symfonieën, alhoewel het werk qua bezetting meer in de categorie kamersymfonie past. Die beperkte bezetting is terug te voeren op de opdrachtgever, het Scottish Chamber Orchestra. Tüür schreef het werk in zijn eigen vectorstijl; hetgeen inhoudt dat de muziek zich vanaf begin aan doorontwikkelt. Hij gebruikte daartoe een eendelig werk dat in drie secties uiteenvalt. De eerste sectie begint kalm, maar het gebruikte muziek wordt luider en langer tot aan een sfeer die lijkt op rockmuziek; mede verantwoordelijk daarvoor is het voorgeschreven drumstel (Tüür begon in de rockmuziek). Na het hoogtepunt vindt een omgedraaide ontwikkeling plaats; het wordt steeds stiller. Na een algemene pauze begint sectie twee dat eenzelfde opbouw kent; het eindigt in een zucht. De componist omschrijft de wederopstanding uit de stilte als een surrealistische dans, dat tot een krachtig slot leidt.  
Olari Elts leidde de première van dit werk in de City Halls van Glasgow met een follow-up de volgende dag in Edinburgh. De in 2016 gemaakte opname won in Estland een muziekprijs, klassiek album van het jaar 2019.  
Orkestratie:
- 2 dwarsfluiten (I ook basfluit, II ook piccolo), 2 hobo’s (II ook althobo), 2 klarinetten (II ook basklarinet),  2 fagotten (II ook contrafagot)
- 2 hoorns, 2 trompetten
- 1 man/vrouw percussie
- violen, altviolen, celli, contrabassen